# 1918 en Australie
Chronologie de l'Australie
- 1914
- 1915
- 1916
- 1917
- 1918
- 1919
- 1920
- 1921
- 1922

Cette page concerne les évènements survenus en 1918 en Australie :

## Évènements
- 1917-1918 : Meurtres de Wonnangatta (en)
- 8 janvier : Billy Hughes démissionne de son poste de Premier ministre de l'Australie, comme promis, à la suite de l'échec du plébiscite de 1917 sur la conscription. Il est immédiatement reconduit dans ses fonctions par le gouverneur général, en l'absence d'autres candidats.
- 21 janvier : Trente personnes sont tuées lorsque le cyclone Mackay frappe la ville de Mackay dans le Queensland.
- 2 février : La tornade de Brighton (en), la plus forte jamais enregistrée à Melbourne, frappe la banlieue de Brighton, tuant deux personnes.
- 10 mars : Le cyclone Innisfail de 1918 touche terre dans la région d'Innisfail.
- 21 mars : John Bowser démissionne de son poste de Premier ministre de l'État de Victoria après que son projet de loi sur les chemins de fer a été rejeté par le Parlement. Harry Lawson forme un ministère composite de factions libérales, incluant Bowser en tant que secrétaire en chef et ministre de la santé publique.
- 24 mars : Émeutes du drapeau rouge (en)
- 3 août : L'Australia House, le Haut-commissariat de l'Australie au Royaume-Uni, ouvre ses portes à Londres.
- 22 septembre : Le Premier ministre Billy Hughes effectue le premier appel radiotéléphonique direct entre l'Angleterre et l'Australie, en appelant Sydney depuis Londres.
- 6 octobre : Le premier service de train électrique d'Australie commence, entre Newmarket et l'hippodrome de Flemington à Melbourne.
- 26 octobre : Une élection partielle est organisée dans la division de Swan à la suite du décès du député en place, Sir John Forrest. Le plus jeune député de l'histoire, Edwin Corboy, est élu au Parlement.

## Culture

### Littérature
- May Gibbs publie Snugglepot and Cuddlepie
- Norman Lindsay publie The Magic Pudding (en)

## Création
- Altona Football Club (en)
- The Labor News (en) (quotidien)

## Dissolution, fermeture
- Shire de Wunnamurra (en)
- The Graphic of Australia (en)
- The Bendigo Independent (en)

## Naissance
- Charles Birch, généticien.
- Clem Jones (en), maire de Brisbane
- Amy Witting (en), poétesse.

## Décès
- Mary Hannay Foott (en), poétesse.
- Frank Wilson (en)